# イワブクロ
イワブクロ（岩袋、学名：Pennellianthus frutescens、シノニム：Penstemon frutescens）は、オオバコ科の多年草。別名、タルマイソウ（樽前草）。

## 特徴
北海道から東北地方の高山帯に分布する高山植物。火山系の山の岩場や砂礫地に多い。高さは10-20cmほど。花期は6-8月で5片に裂けた釣鐘型の合弁花を咲かせる。花の長さは4cmほどで草丈に比べて大型である。
和名のイワブクロは、花冠が袋状になっていることから。別名のタルマイソウは、北海道樽前山に多いことによる。
種小名frutescensは「低木状の」を意味する。

## ギャラリー

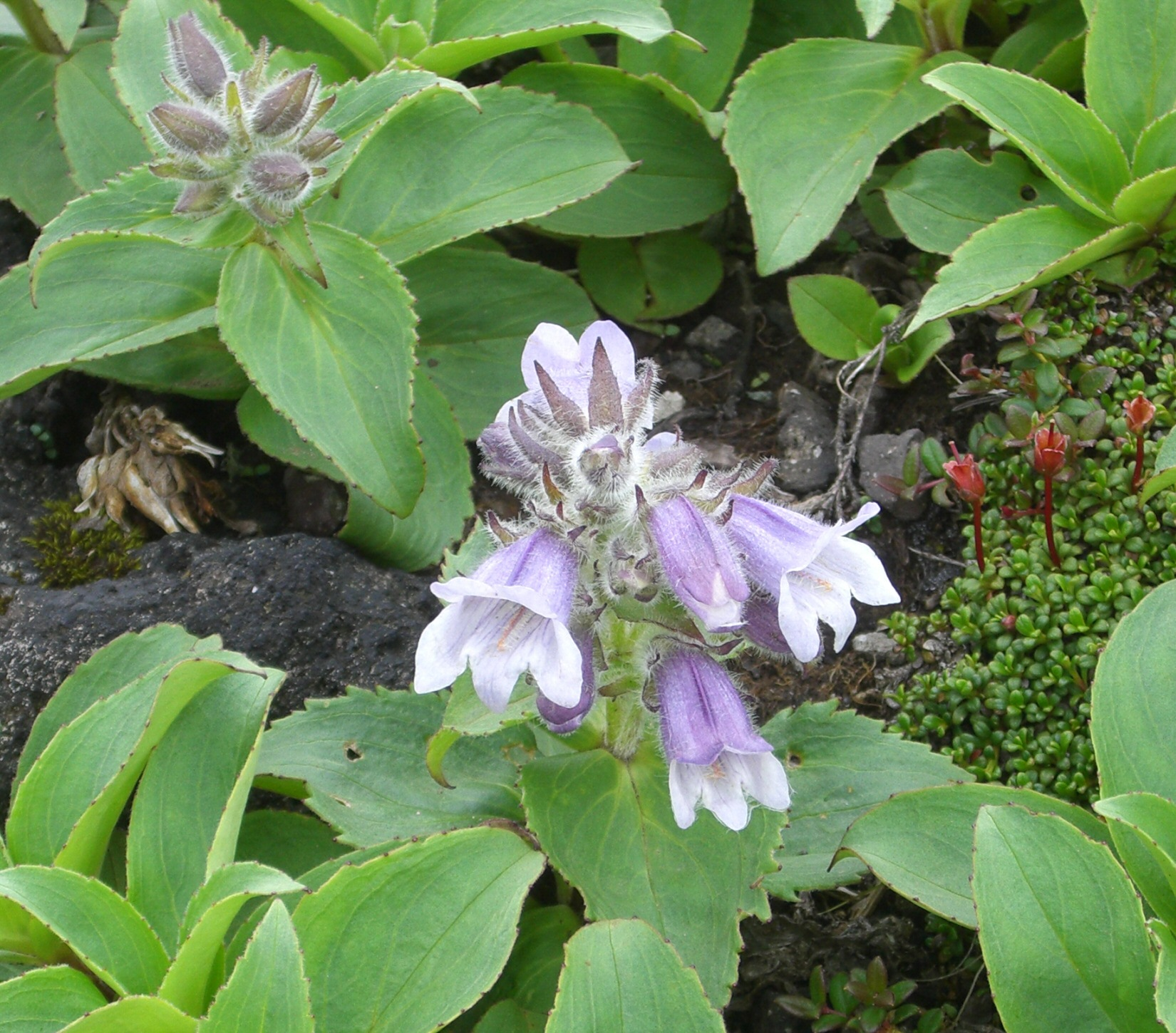
大雪山北鎮岳近くの砂礫地に咲くイワブクロ
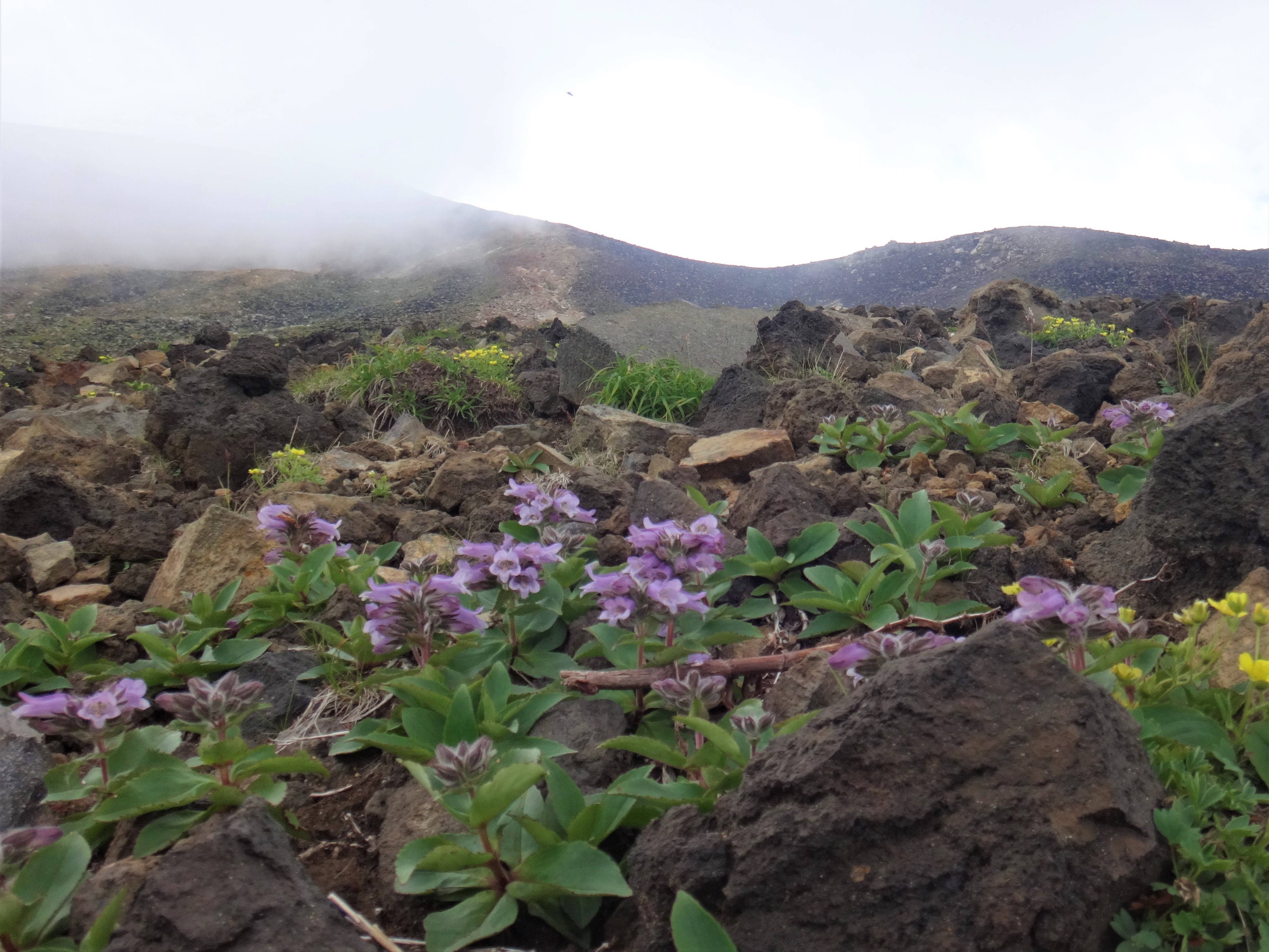
十勝岳のイワブクロ
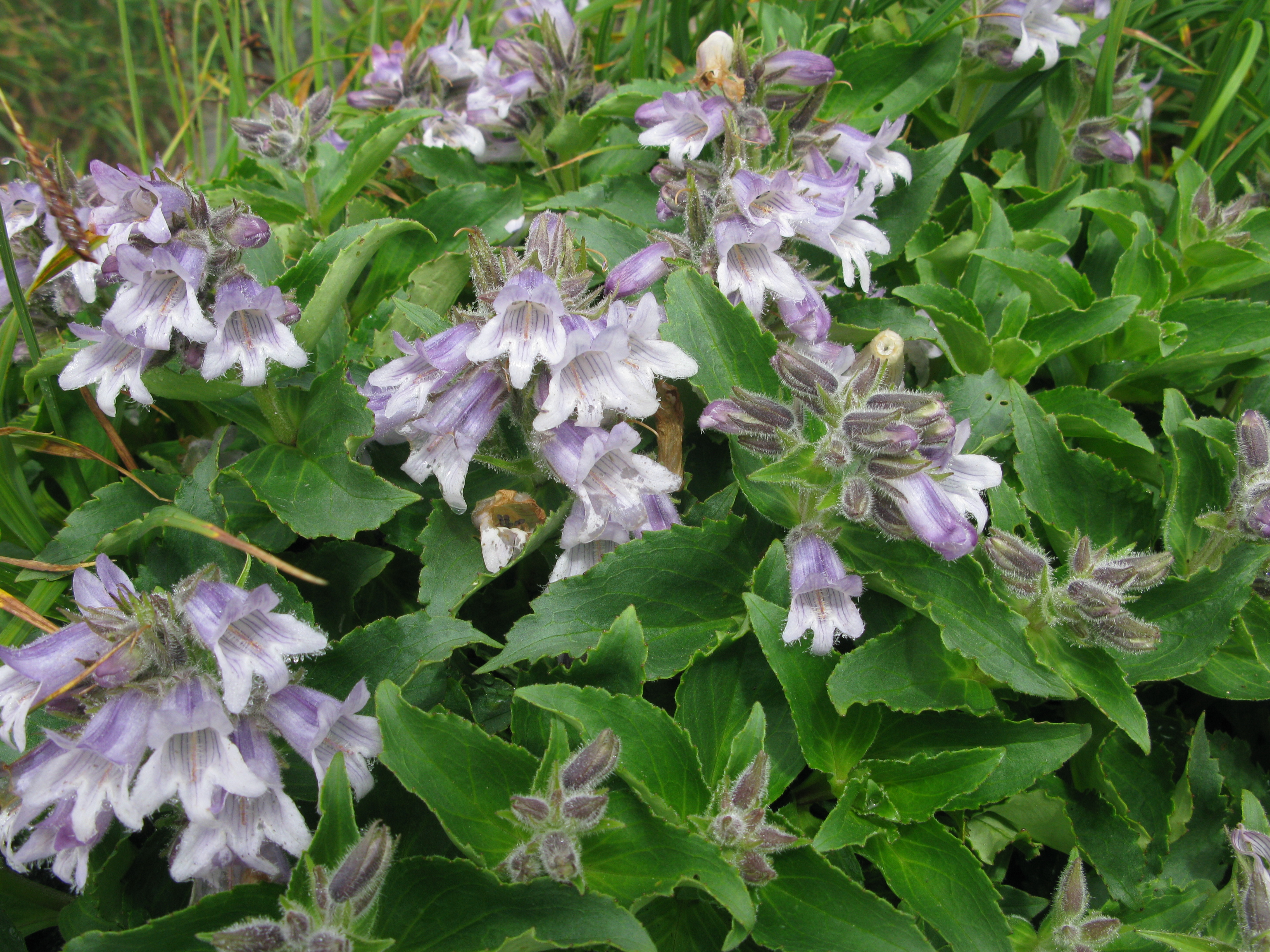
鳥海山
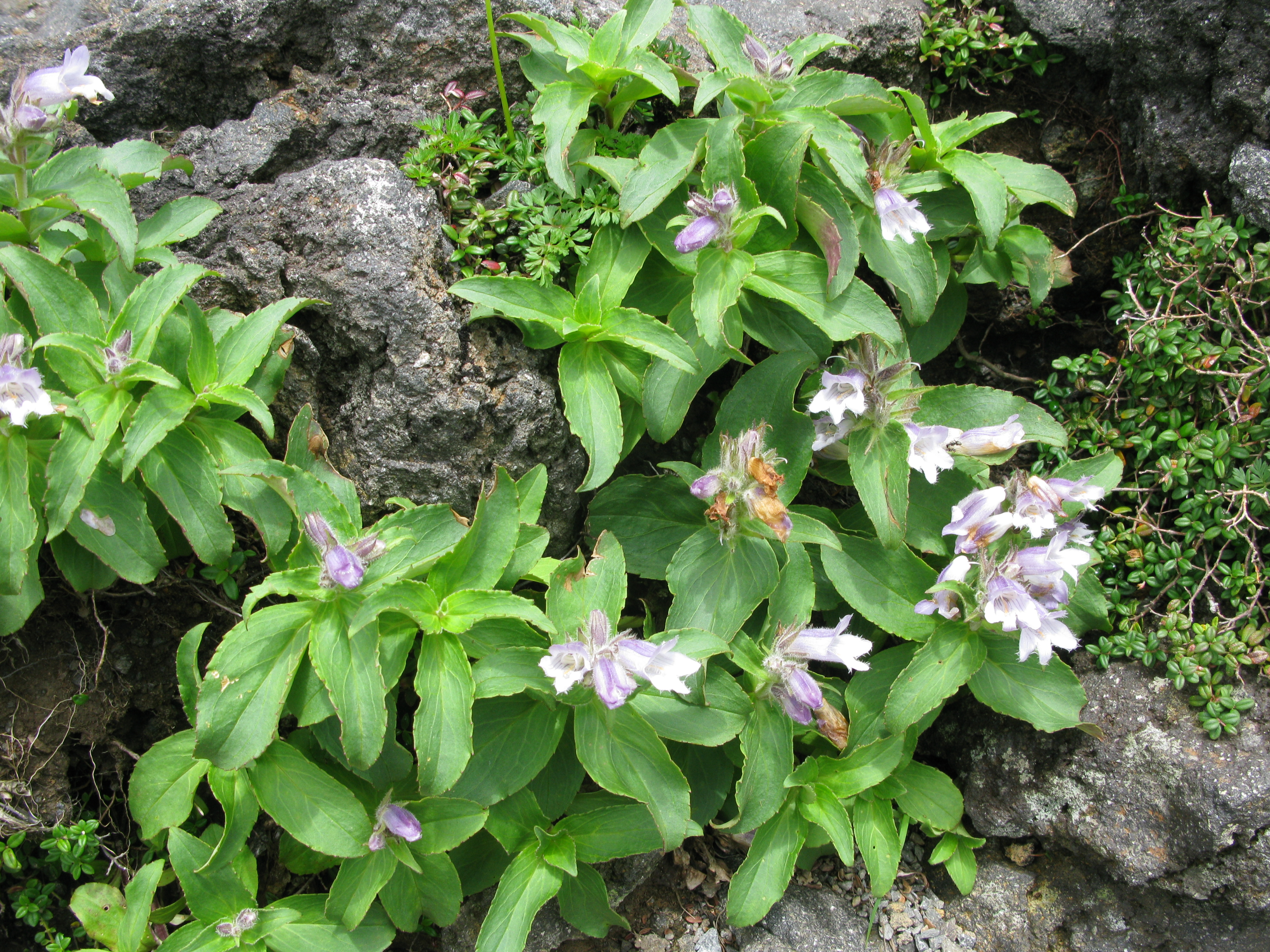
鳥海山